# シャトル (織物)

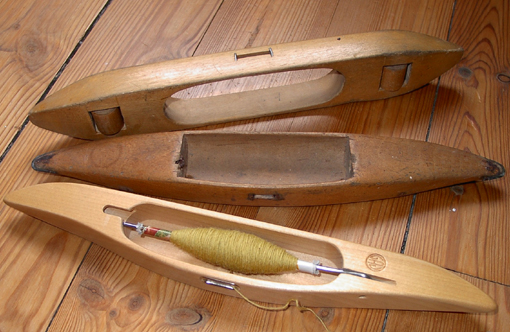
シャトル（杼）。中に入っているのは緯糸が巻かれているボビン（小管）。経糸に高低差をつけ開いた隙間に、シャトルを横切らせて緯糸を通す。写真の一番上のものには、経糸の上を滑らかに走るよう底面にローラーがつけられている。

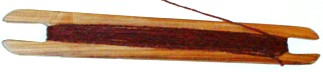
簡素なシャトル。端が糸をかけられるかぎ状になっている。飛び杼や自動織機の増加とともに、このタイプは減っていったが、現代でも世界各地の民族が行う手織りに用いられるほか、現代人が趣味で行う手織りなどでも類似のものが用いられている。

シャトル（シャットル、shuttle）あるいは杼（ひ）とは、織物を織るときに、経糸（たていと）の間に緯糸（よこいと・ぬきいと）を通すのに使われる道具である。梭（おさ）とも。

## 概説
織機で布を織る際、ぴんと張った経糸を、糸に高低の差をつけるように開いて隙間（杼口、ひぐち、shed）をつくり、その間に緯糸を収めたシャトルを投げ入れたり反対側から手ですくい取ったりして、緯糸を左右一方の端から反対側の端まで通す役割を果たす。先端は基本的にはとがった形をしている。指で緯糸を経糸の中に編みこんでゆくより、織機で経糸を開いてシャトルで緯糸を投げ入れる方がはるかに早く布を織ることができる。
シャトルには様々な種類がある。最も簡単なスティックシャトル（stick shuttles）は平らな細い木切れでできており、その端に緯糸を引っ掛けるかぎがある。機械織りでは、緯糸をボビンに巻いて収めた平らな舟型の器が一般的である。西洋のシャトルは、堅くて割れにくいハナミズキの木片を磨いて作られる。日本の杼は糸の通し方や織る布の種類に合わせて、縫い取り杼、すくい杼、投げ杼、弾き杼、綴織の地用の杼、細幅用の杼に大別される。一般的には九州の堅いアカガシの木が使われるが、磁器製、金属製、竹製のものもある。
シャトルとそれを扱う機構の改良によって織機の速度が速くなったことは、その前段階である紡績のスピードアップも要求し、機械式紡績機が登場するきっかけとなり、産業革命の先駆けとなった。
また、「往復するもの」の代名詞でもあり、シャトルバスやシャトルサービス、スペースシャトルといった語の「シャトル」は、この機織りに利用するシャトルからの派生である。

## 歴史

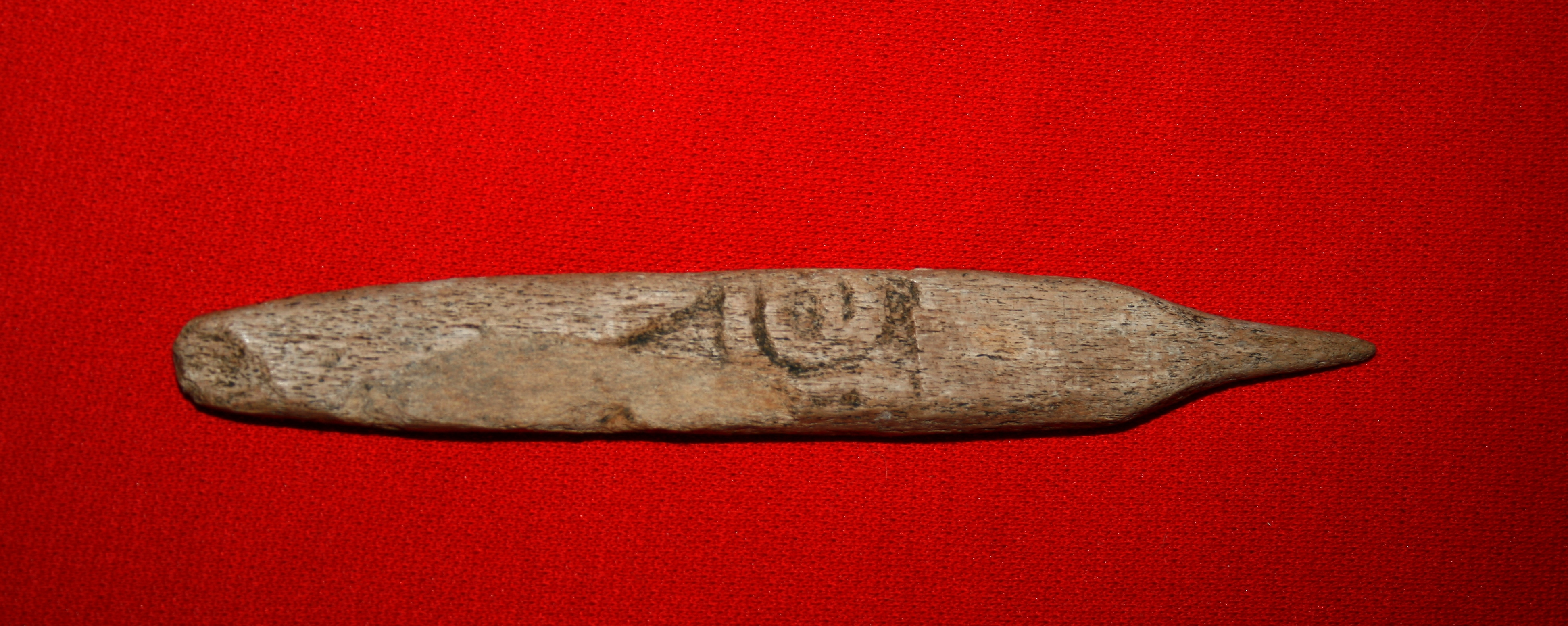
考古学的な品。クジラの骨を削って作られている。緯糸をシャトルに対して横方向に巻きつける、もっとも素朴な形式。シャトルが経糸（たていと）とこすれた際に巻いた糸がほどけてしまいやすい。

シャトルの歴史は古く、クジラの骨で作られた考古学的なものも存在している。これは緯糸をシャトルに対して横方向に巻きつける素朴な形であり、シャトルが経糸とこすれた際に巻いた糸がほどけやすかった。
スティックシャトルは平らな細い木切れでできており、その端に緯糸を引っ掛けるかぎがあるもの（上方、右に写真掲載）で、これも歴史が古い。縦方向に巻いてあるので、シャトルが経糸とこすれてもほどけにくいという点で優れている。

### ボビン入り

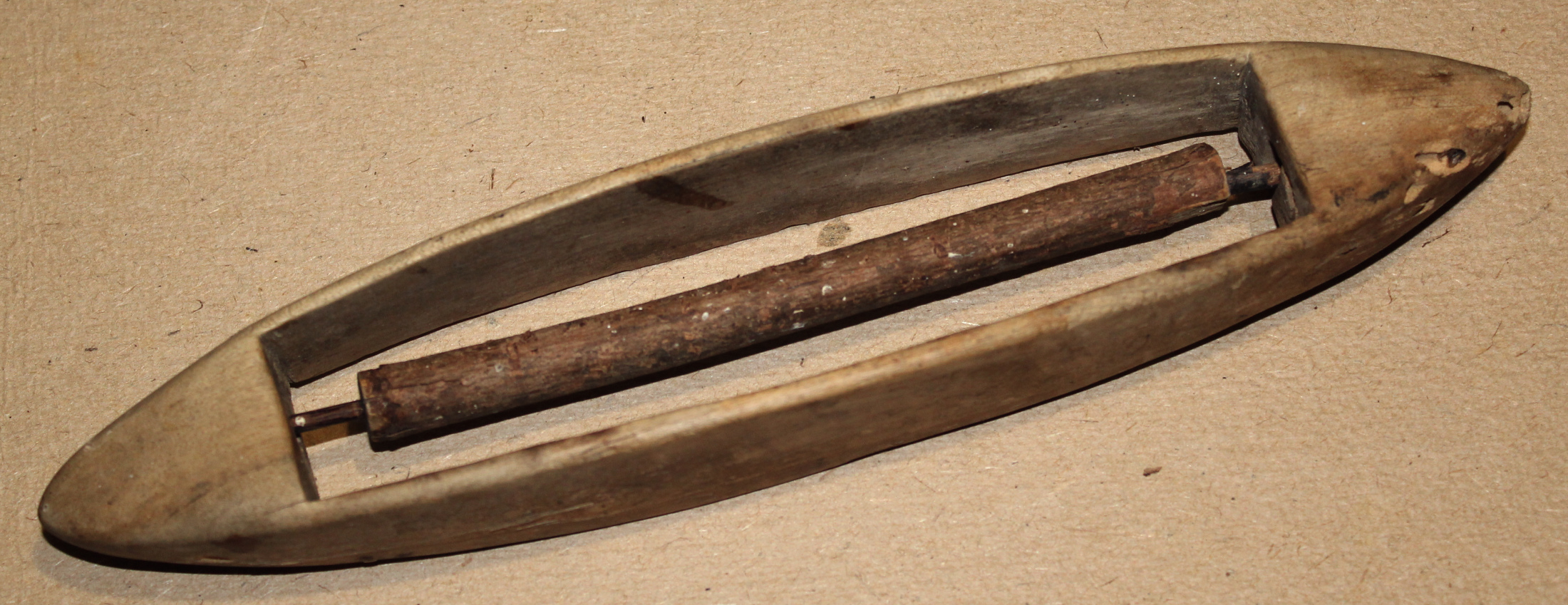
中にボビンが納められたシャトル

近代以降に、糸の繰り出しがスムーズになるように改良されたシャトルが生まれた。中央に細長い穴の開いた形状であり、この穴の中に緯糸を巻いたボビン（糸を巻きつけておくための小管）が入れられている。

### 飛び杼

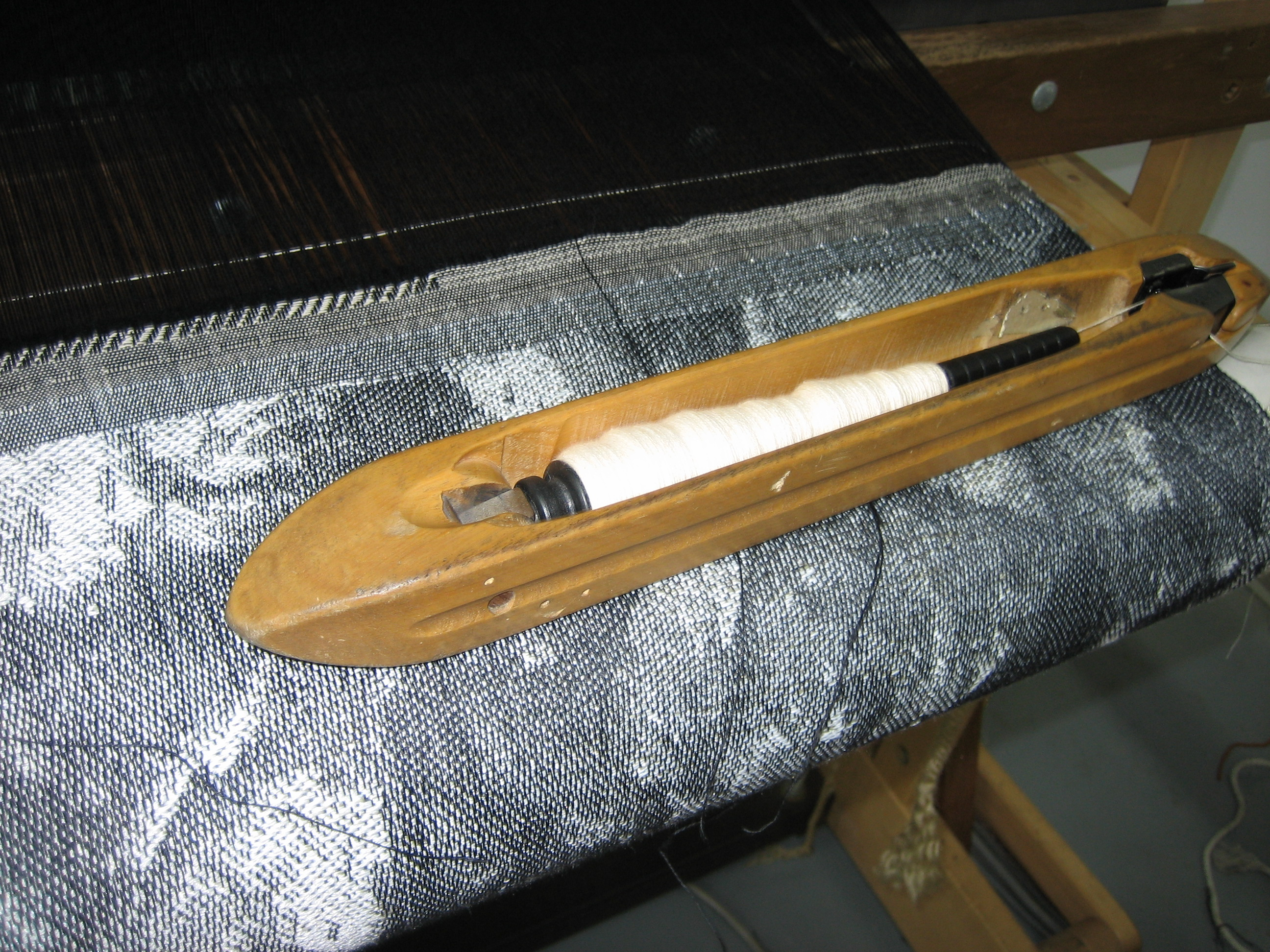
まだ織機にセットされたままのジャカード織りの布と飛び杼

もとは両手を用いて布の端から端へ渡されてきたシャトルであったが、1733年にイギリスのジョン・ケイ によって、シャトルを飛ばす機構の発明、すなわち飛び杼（とびひ）(en)が発明され、シャトルは片手で（紐を握り、ただ上下に引くなどするだけで）遠くまで飛ばせるようになり、より速く、より幅の広い布を織ることができるようになった。経糸の上をスムーズに走らせるため、下面に木製のローラーをつける改良も行われた。
飛び杼は織機の構造を単純化し、手織りの作業をより簡便なものとしたのである。

### 自動織機と飛び杼の自動化
自動織機（力織機）の登場によって、飛び杼も自動化されることになった。20世紀の半ばまでの自動織機のシャトル部分（投杼機構、とうひきこう）も、飛び杼の原理をほぼそのまま応用し、人の手で引く動作の部分だけを機械化したようなものであった。

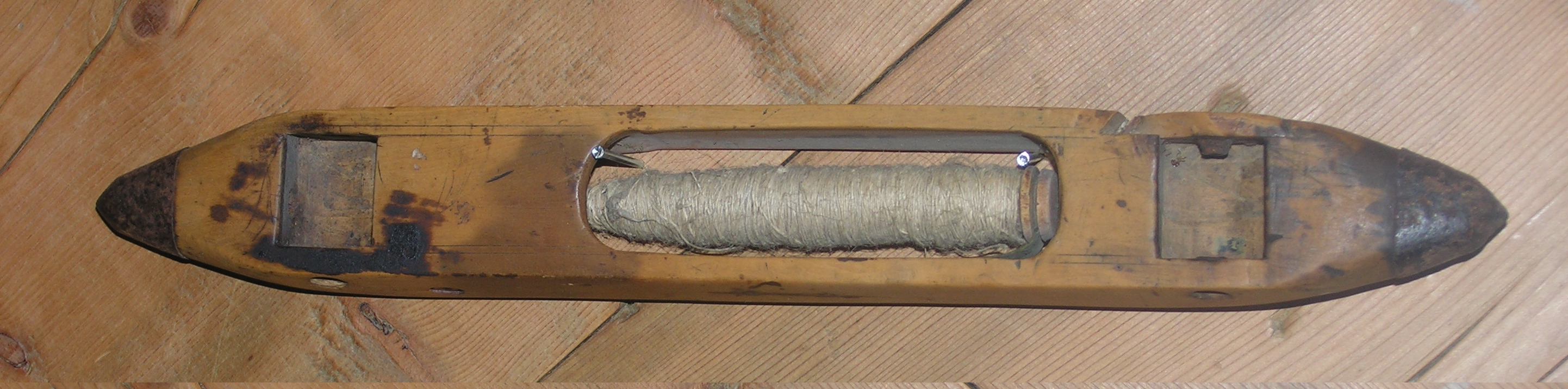
自動織機の飛び杼

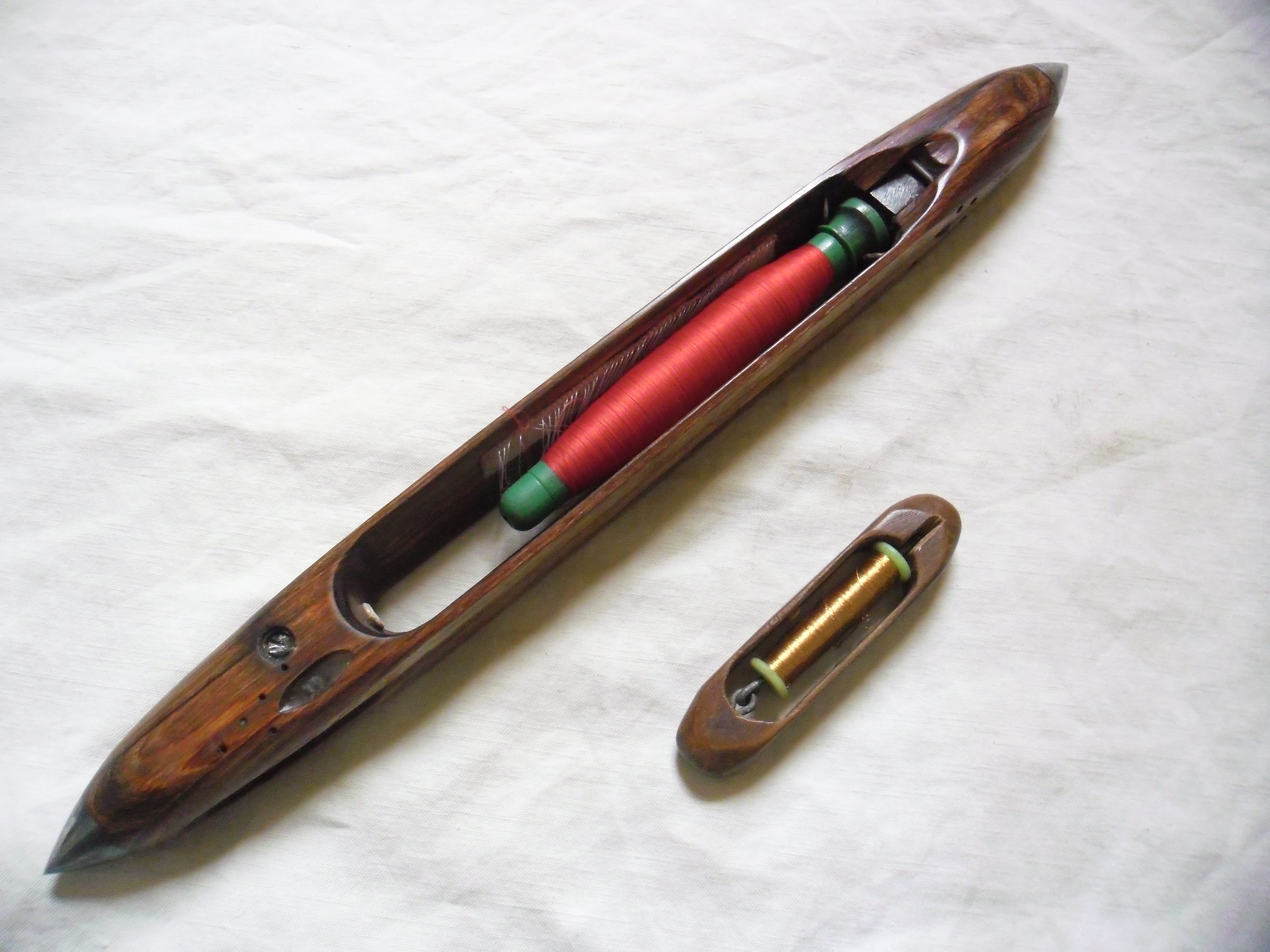
自動織機のシャトル（奥）と手織りのシャトル（手前）の比較。自動織機のシャトルの先端は金属で強化されており、かなり重く、大型。写真では見えないが、一般に下面にローラーがついている。手織りのシャトルのサイズは相対的に小ぶりで、人の手で扱いやすい大きさ。先端は木製のままである。

要求される生産量の増加にしたがい、投杼速度を高める技術的な改良が重ねられ、ついには撃ち出されたシャトルが肉眼でほとんど見えないほどの高速で飛ぶようになった。結果として撃ち出しや受け取りの際の衝撃も大きくなり、シャトルの先端部分が金属で強化されることとなった。
初期の自動織機は完全に自動化されてはおらず、緯糸を使いきったシャトルの交換はながらく手作業によって行われていたが、後にはこの交換も自動で行う織機が登場した。

### 現代
シャトルはその原理と構造から一定以上の質量をもつ必要があるが、それを高速に往復運動させるには技術的な限界があり、加えて振動や騒音が激しいという問題もあった。そのため、様々なシャトルレス織機（無杼織機、むひしょっき）が発明された。
シャトルより軽い鉄の弾丸のような部品に緯糸をつかませて片方向へ飛ばすグリッパー織機、左右から布の中央へ伸びる棒のような部品が緯糸を受け渡しして反対側へ渡すレピア織機が最初に実用化されたが、高速運動や騒音抑制にはまだ限界があった。
緯糸を折り返さずに適宜切断し、液体の噴流とともに片方向に飛ばすウォータージェット織機、気体の噴射により飛ばすエアジェット織機により、さらなる高速化と騒音抑制が実現した。これにより、現代の高速・大量生産の現場においてシャトルが利用されることはなくなった。
しかし、世界全体を見渡せば、小規模・伝統的な布の製造のほとんどは今でもシャトルを用いて行われている。